# Leiodermatium pfeifferae
Leiodermatium pfeifferae är en svampdjursart som först beskrevs av Carter 1876.  Leiodermatium pfeifferae ingår i släktet Leiodermatium och familjen Azoricidae. Inga underarter finns listade i Catalogue of Life.